# 塞缪尔·布朗斯通
塞缪尔·布朗斯通（英語：Samuel Bronston；1908年8月7日—1994年1月12日），原姓勃朗施坦（Bronstein），是一位出生于俄罗斯帝国比萨拉比亚的美国电影制片人和媒体高管。他参与制作的电影共获得7项奥斯卡金像奖提名。
布朗斯通出生于俄罗斯帝国比萨拉比亚（今摩尔多瓦）基希讷乌的一个犹太人家庭。他的父亲亚伯拉罕·勃朗施坦是一名面包师兼甜点师。他在9个兄弟姐妹（5男、4女）中排行第三。他的族叔是苏联领导人列夫·托洛茨基。其父亚伯拉罕对1917年—1923年俄国革命不感兴趣，并举家迁往法国巴黎，与在那里居住的亲属团聚，他先安排儿子们移民，随后是女儿们。在巴黎，布朗斯通原本打算学习外科学，但在第一次解剖时晕倒，因此放弃学医，转而学习长笛，并成为一名业余摄影师。他在索邦大学接受教育，主修历史和视觉艺术。他早期的摄影生涯激发了他对电影行业的兴趣，后来成为米高梅在欧洲的电影宣传代理人。1932年，布朗斯通因涉嫌开出空头支票而被指控，为躲避牢狱之灾逃往荷兰；后来，他被法国当局逮捕，但最终获释。次年，他与家人迁往英国，并在那里结识了作家杰克·伦敦的第二任妻子查米安·伦敦。
1937年，他移民美国。一年后，他结识了美国总统富兰克林·德拉诺·罗斯福的儿子詹姆斯·罗斯福，并搬到洛杉矶。他们曾短暂合伙，但未取得成功。后来，罗斯福离开好莱坞重返军队服役，布朗斯通则加入哥伦比亚影业，并担任《马丁·伊登历险记》（1942年）的副制片人。1943年，布朗斯通创立了以自己名字命名的电影公司“塞缪尔·布朗斯通制片”，并为“联美”公司制作了《杰克·伦敦》（1943年）。随后，他与刘易斯·迈尔斯通合作拍摄战争片《阳光下行进》（1945年），并与勒内·克莱尔合作拍摄悬疑片《恐怖谋人屋》（1945年），但由于筹资困难，布朗斯通未被列入正式制作人员名单。
布朗斯通后来离开好莱坞，在梵蒂冈担任摄影师，并在那里制作了26部纪录片，探索梵蒂冈档案。1955年，他以独立制片人的身份重返好莱坞，并将“塞缪尔·布朗斯通制片”公司迁至西班牙马德里。他通过向私人投资者（包括金融家皮埃尔·S·杜邦三世）预售电影项目来筹集资金。在马德里，布朗斯通主导制作了多部历史史诗电影，包括《万王之王》（1961年）、《熙德》（1961年）、《北京55日》（1963年）和《罗马帝国沦亡录》（1964年）。
由于《罗马帝国沦亡录》和《马戏世界》（1964年）票房惨败，到1964年6月，布朗斯通宣布破产，欠下杜邦三世超过560万美元。他随后制作了《野蛮的潘帕斯》（1966年）和《科佩留斯博士》（1966年），但未被列入正式制片人名单。在与债权人的律师进行破产诉讼期间，布朗斯通在宣誓作证时被发现犯有伪证罪。他因一项伪证罪被定罪，但随后在美国最高法院的一项著名案件中被推翻，该案为日后伪证罪的起诉确立了重要的法律先例。1994年，布朗斯通在萨克拉门托去世，得年85岁。
他有5个孩子，包括威廉·布朗斯通。